# Benigno Yábar Arteta
Benigno Yábar Arteta fue un hacendado, sacerdote y político peruano. Fue Dean del Cabildo Eclesiástico de la Catedral del Cusco y protonotario del papa Pío IX.
Fue elegido diputado por la provincia de Paucartambo entre 1872 y 1876 durante el gobierno de Manuel Pardo y reelecto en 1876 y 1879.